# Chang Zheng 3A
Chang Zheng 3A (长征三号甲) är en kinesisk rymdraket som främst används för att skjuta upp kommunikations- och navigationssatelliter i geostationär omloppsbana. Den 24 oktober 2007 användes en Long March 3A-raket för att skjuta upp Kinas första månsond Chang'e 1.